# Giải BAFTA lần thứ 49
Giải BAFTA lần thứ 49 được trao bởi Viện Hàn lâm Nghệ thuật Điện ảnh và Truyền hình Anh Quốc năm 1996 để tôn vinh những bộ phim xuất sắc nhất năm 1995.
Sense and Sensibility của đạo diễn Lý An đoạt giải Phim hay nhất. Phim cũng đoạt giải Nữ diễn viên chính (Emma Thompson) và Nữ diễn viên phụ (Kate Winslet) xuất sắc nhất. Il postino (Người đưa thư) của đạo diễn Michael Radford giành giải Phim không nói tiếng Anh, Đạo diên và Nhạc phim hay nhất. Nigel Hawthorne được chọn là Nam diễn viên chính xuất sắc nhất với phim The Madness of King George, bộ phim Anh hay nhất năm. Tim Roth đoạt giải Nam diễn viên phụ xuất sắc với vai "Archibald Cunningham" trong phim Rob Roy.

## Chiến thắng và đề cử

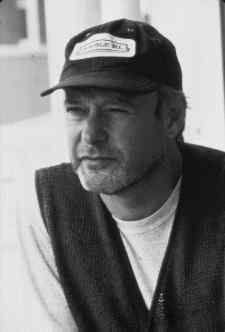
Michael Radford, Đạo diễn xuất sắc nhất

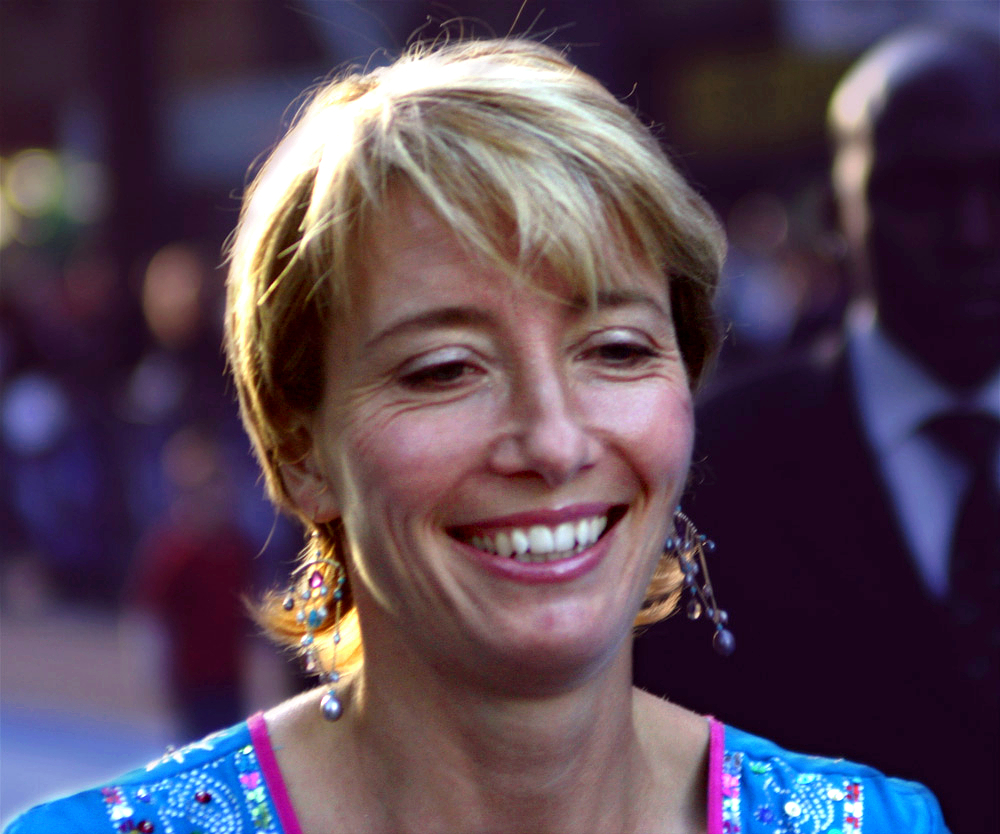
Emma Thompson, Nữ diễn viên chính xuất sắc nhất

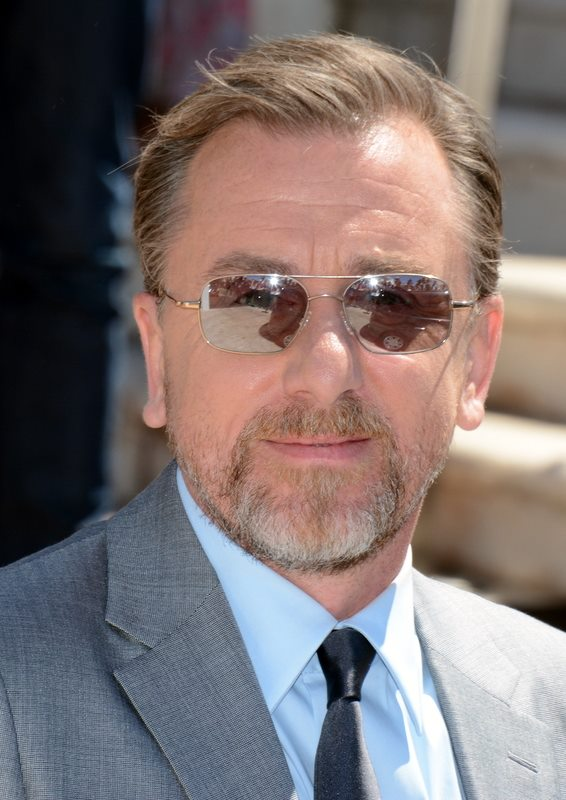
Tim Roth, Nam diễn viên phụ xuất sắc nhất

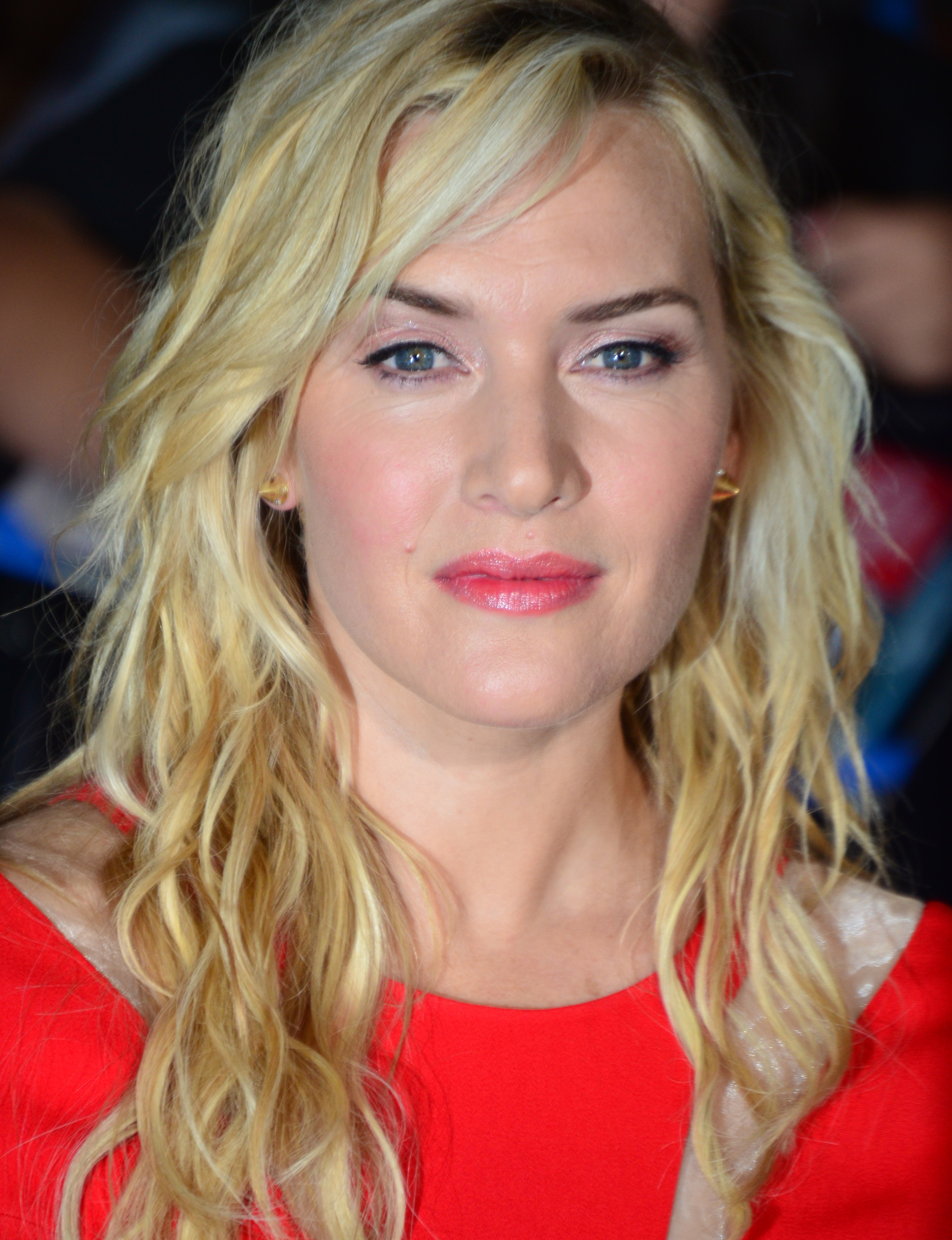
Kate Winslet, Nữ diễn viên phụ xuất sắc nhất

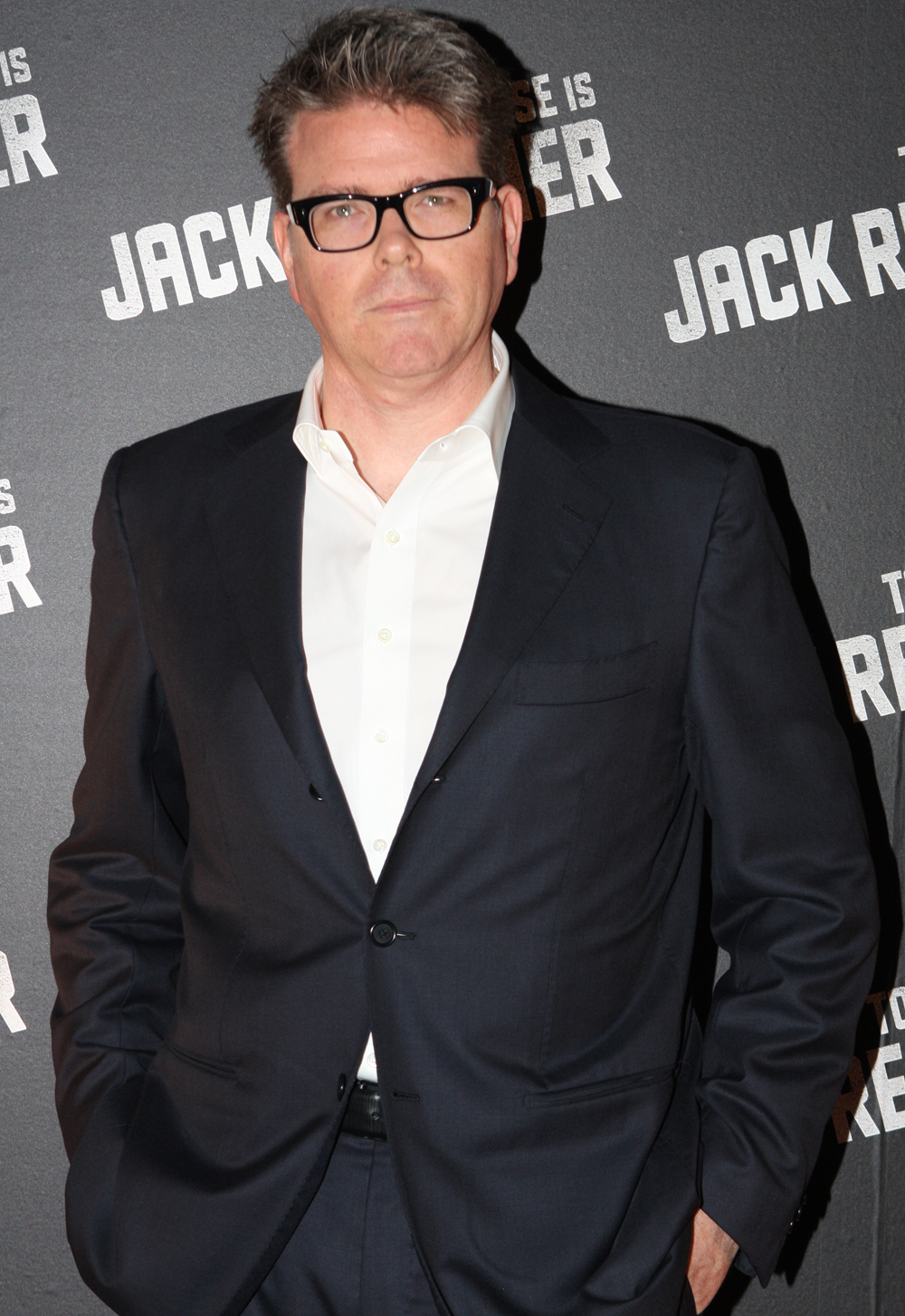
Christopher McQuarrie, Kịch bản gốc xuất sắc nhất

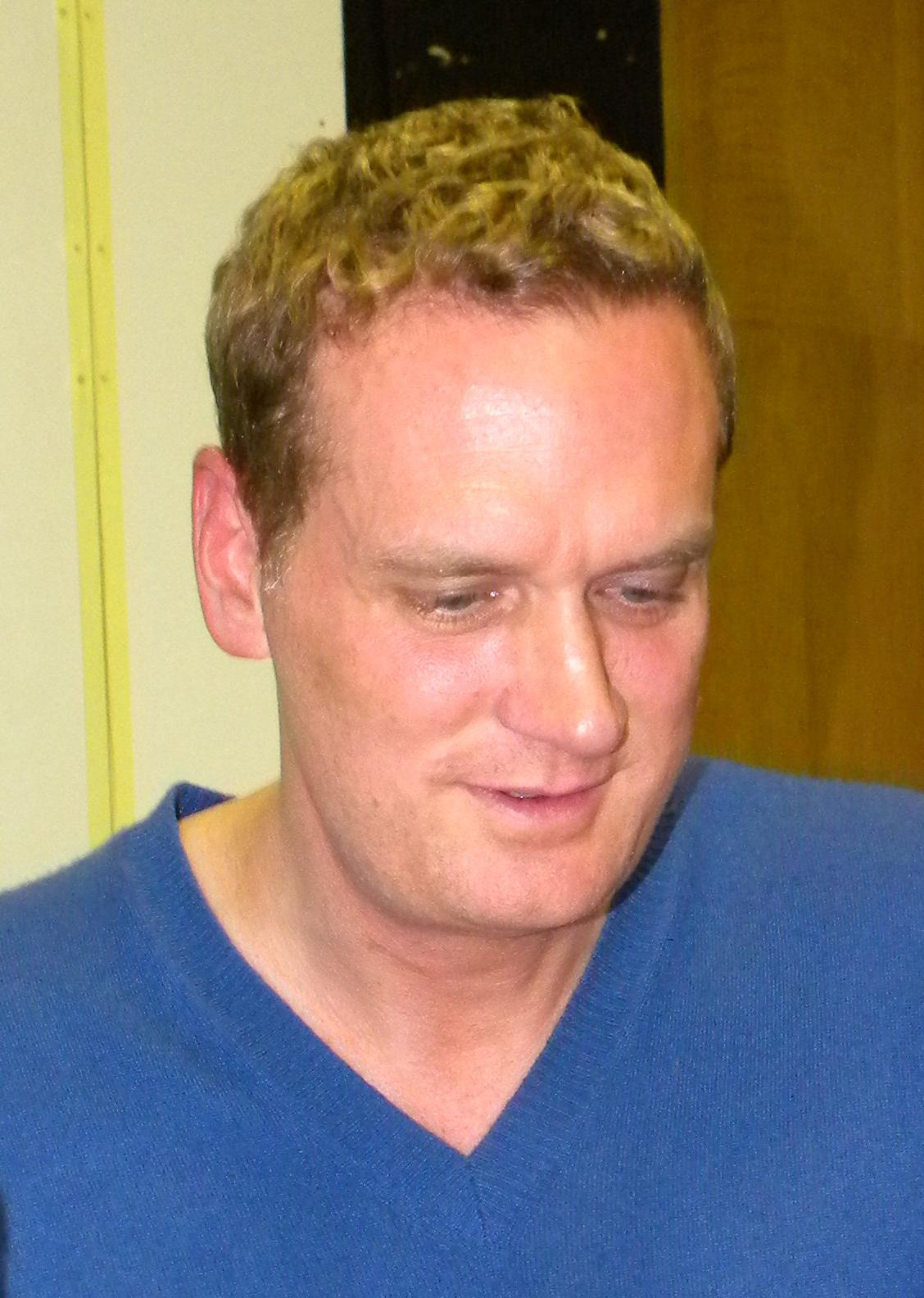
John Ottman, Dựng phim xuất sắc nhất

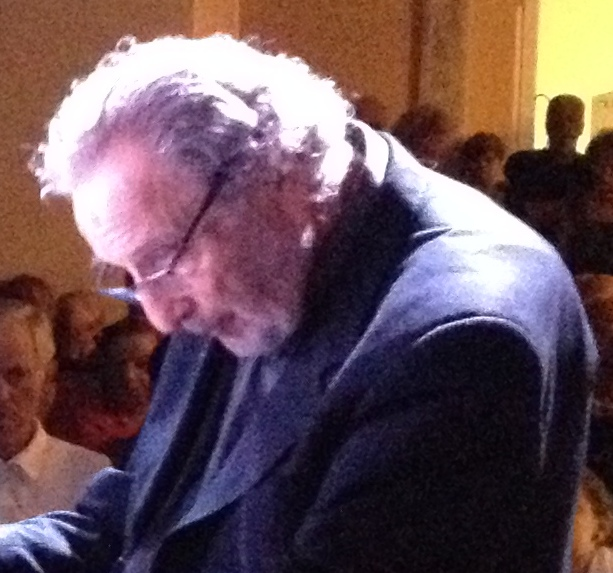
Luis Bacalov, Nhạc phim hay nhất

| Phim hay nhất Sense and Sensibility – Lindsay Doran và Lý An - Babe chú heo chăn cừu – George Miller, Doug Mitchell, Bill Miller và Chris Noonan - The Madness of King George – Stephen Evans, David Parfitt và Nicholas Hytner - The Usual Suspects – Bryan Singer và Michael McDonnell                                                                                                   | Đạo diễn xuất sắc nhất Michael Radford – Il Postino: The Postman - Lý An – Sense and Sensibility - Mel Gibson – Trái tim dũng cảm - Nicholas Hytner – The Madness of King George |
| Nam diễn viên chính xuất sắc nhất Nigel Hawthorne – The Madness of King George vai George III - Jonathan Pryce – Carrington vai Lytton Strachey - Massimo Troisi – Il Postino: The Postman vai Mario Ruoppolo - Nicolas Cage – Leaving Las Vegas vai Ben Sanderson | Nữ diễn viên chính xuất sắc nhất Emma Thompson – Sense and Sensibility vai Elinor Dashwood - Elisabeth Shue – Leaving Las Vegas vai Sera - Helen Mirren – The Madness of King George vai Charlotte - Nicole Kidman – To Die For vai Suzanne Stone-Maretto |
| Nam diễn viên phụ xuất sắc nhất Tim Roth – Rob Roy vai Archibald Cunningham - Alan Rickman – Sense and Sensibility vai Colonel Brandon - Ian Holm – The Madness of King George vai Francis Willis - Martin Landau – Ed Wood vai Bela Lugosi | Nữ diễn viên phụ xuất sắc nhất Kate Winslet – Sense and Sensibility vai Marianne Dashwood - Elizabeth Spriggs – Sense and Sensibility vai Bà Jennings - Joan Allen – Nixon vai Pat Nixon - Mira Sorvino – Mighty Aphrodite vai Linda Ash |
| Kịch bản gốc xuất sắc nhất The Usual Suspects – Christopher McQuarrie - Bullets over Broadway – Woody Allen và Douglas McGrath - Muriel's Wedding – P. J. Hogan - Seven – Andrew Kevin Walker | Kịch bản chuyển thể xuất sắc nhất Trainspotting – John Hodge - Babe chú heo chăn cừu – George Miller và Chris Noonan - Il Postino: The Postman – Anna Pavignano, Michael Radford, Furio Scarpelli, Giacomo Scarpelli và Massimo Troisi - Leaving Las Vegas – Mike Figgis - The Madness of King George – Alan Bennett - Sense and Sensibility – Emma Thompson          |
| Quay phim xuất sắc nhất Trái tim dũng cảm – John Toll - Apollo 13 – Dean Cundey - The Madness of King George – Andrew Dunn - Sense and Sensibility – Michael Coulter | Thiết kế phục trang xuất sắc nhất Trái tim dũng cảm – Charles Knode - The Madness of King George – Mark Thompson - Restoration – James Acheson - Sense and Sensibility – Jenny Beavan và John Bright |
| Dựng phim xuất sắc nhất The Usual Suspects – John Ottman - Apollo 13 – Mike Hill và Daniel P. Hanley - Babe chú heo chăn cừu – Marcus D'Arcy và Jay Friedkin - The Madness of King George – Tariq Anwar | Hóa trang và làm tóc xuất sắc nhất The Madness of King George – Lisa Westcott - Trái tim dũng cảm – Peter Frampton, Paul Pattison và Lois Burwell - Ed Wood – Ve Neill, Rick Baker và Yolanda Toussieng - Sense and Sensibility – Morag Ross và Jan Archibald |
| Nhạc phim hay nhất Il Postino: The Postman – Luis Bacalov - Trái tim dũng cảm – James Horner - The Madness of King George – George Fenton - Sense and Sensibility – Patrick Doyle | Thiết kế sản xuất xuất sắc nhất Apollo 13 – Michael Corenblith - Trái tim dũng cảm – Thomas E. Sanders - The Madness of King George – Ken Adam - Sense and Sensibility – Luciana Arrighi |
| Âm thanh xuất sắc nhất Trái tim dũng cảm – Per Hallberg, Lon Bender, Brian Simmons, Andy Nelson, Scott Millan và Anna Behlmer - Apollo 13 – David MacMillan, Rick Dior, Scott Millan và Steve Pederson - GoldenEye – Jim Shields, David John, Graham V. Hartstone, John Hayward và Michael A. Carter - The Madness of King George – Christopher Ackland, David Crozier và Robin O'Donoghue | Hiệu ứng hình ảnh đặc biệt xuất sắc nhất Apollo 13 – Robert Legato, Michael Kanfer, Matt Sweeney và Leslie Ekker - Babe chú heo chăn cừu – Scott E. Anderson, Neal Scanlan, John Cox, Chris Chitty và Charles Gibson - GoldenEye – Chris Corbould, Derek Meddings và Brian Smithies - Waterworld – Michael J. McAlister, Brad Kuehn, Robert Spurlock và Martin Bresin |
| Phim Anh hay nhất The Madness of King George – Stephen Evans, David Parfitt và Nicholas Hytner - Carrington – Ronald Shedlo, John McGrath và Christopher Hampton - Land and Freedom – Rebecca O'Brien và Ken Loach - Trainspotting – Andrew Macdonald và Danny Boyle | Phim không nói tiếng Anh hay nhất Il Postino: The Postman – Mario Cecchi Gori, Vittorio Cecchi Gori, Gaetano Daniele và Michael Radford - Cháy bỏng dưới ánh mặt trời – Nikita Mikhalkov và Michel Seydoux - La Reine Margot – Pierre Grunstein và Patrice Chéreau - Les Misérables – Claude Lelouch                                                                  |
| Phim hoạt hình ngắn hay nhất A Close Shave – Carla Shelley, Michael Rose và Nick Park - Achilles – Glenn Holberton và Barry Purves - Gogs Ogof – Deinial Morris và Michael Mort - The Tickler Talks – Steven Harding-Hill | Phim ngắn hay nhất It's Not Unusual – Asmaa Pirzada và Kfir Yefet - Cabbage – Noelle Pickford và David Stewart - Hello Hello Hello – Helen Booth, James Roberts và David Thewlis - The Last Post – Neris Thomas và Edward Blum |

## Thống kê
| Số lượng | Phim                       |
| -------- | -------------------------- |
| 14       | The Madness of King George |
| 12       | Sense and Sensibility      |
| 7        | Trái tim dũng cảm          |
| 5        | Apollo 13                  |
| 5        | Il Postino: The Postman    |
| 4        | Babe chú heo chăn cừu      |
| 3        | Leaving Las Vegas          |
| 3        | The Usual Suspects         |
| 2        | Carrington                 |
| 2        | Ed Wood                    |
| 2        | GoldenEye                  |
| 2        | Trainspotting              |

| Số lượng | Phim                       |
| -------- | -------------------------- |
| 3        | Trái tim dũng cảm          |
| 3        | Il Postino: The Postman    |
| 3        | The Madness of King George |
| 3        | Sense and Sensibility      |
| 2        | Apollo 13                  |
| 2        | The Usual Suspects         |